# Benton (Wisconsin)
Benton é uma vila localizada no estado norte-americano de Wisconsin, no Condado de Lafayette.

## Demografia
Segundo o censo norte-americano de 2000, a sua população era de 976 habitantes. 
Em 2006, foi estimada uma população de 990, um aumento de 14 (1.4%).

## Geografia
De acordo com o United States Census Bureau tem uma área de 
2,2 km², dos quais 2,2 km² cobertos por terra e 0,0 km² cobertos por água.

## Localidades na vizinhança
O diagrama seguinte representa as localidades num raio de 20 km ao redor de Benton. 